# Басманное правосудие
«Басма́нное правосу́дие» — устойчивое выражение, которое используется для характеристики судебной системы, сложившейся в 2000-х годах в России и отличающейся низкой степенью независимости судебных органов в принятии решений. Принятые зависимыми судебными органами решения считаются удобными для властей или необходимыми для них, но идущими вразрез с законностью.
Иногда употребляется в смысловом значении как заказной суд, инструмент политических репрессий, синоним несамостоятельности суда в целом. Так, например, 18 марта 2013 года, отклоняя жалобу матери Сергея Магнитского на решение Следственного комитета РФ не проводить расследование убийства её сына в СИЗО "Матросская тишина", судья Басманного суда Карпов аргументировал своё решение тем, что «оснований не доверять документам, представленным органом уголовного преследования, у суда не имеется». Спустя 15 месяцев Следственный комитет РФ прекратил уголовное дело о смерти Сергея Магнитского, так и не расследовав обстоятельств его смерти, которой предшествовали заявления самого юриста и его знакомых об истязаниях.
Получило название от наименования Басманного районного суда города Москвы, известного проведением громких и спорных судебных процессов, вызвавших разностороннюю критику в адрес российской судебной системы, в частности, по делу Михаила Ходорковского. Выражение и описываемое им явление стали предметом обсуждения журналистов, юристов и властей, включая бывшего президента России Дмитрия Медведева и председателя Мосгорсуда Ольгу Егорову.

## История возникновения
Термин введён главным редактором «Эха Москвы» Алексеем Венедиктовым и Геннадием Райковым, который назвал Басманный суд и «его» правосудие «Басмановским», что вызвало у Венедиктова ассоциации с опричниками Басмановыми. В ноябре 2003 года термин использовался, в частности, Григорием Явлинским и Борисом Немцовым.

## Отношение власти и общества
В 2004 году председатель Высшего арбитражного суда Российской Федерации Вениамин Яковлев высказал мнение, что наличие устойчивого ярлыка «Басманное правосудие» способствует критической оценке работы российских судей:
Мы такой народ — щедрый на ярлыки. И как только ярлык приклеили, он начинает гулять. После этого уже неважно существо дела. Хочешь о правосудии что-то сказать — вспомни ярлык. Какое правосудие? Басманное. После этого уже неважно существо дела. Хотя мы все равно пытаемся понять — а почему так? Значит, что-то не так мы делаем? Это помогает критически оценивать свою работу.
В 2005 году председатель Московского городского суда Ольга Егорова подтвердила, что «термин действительно существует», а опубликованная адвокатом Юкоса Каринной Москаленко и её коллегами книга «Басманное правосудие» содержит «интересную дополнительную информацию», которая побудила председателя суда напомнить подчинённым ей судьям требования «четко исполнять процессуальный и материальный закон, оперативно и грамотно рассматривать каждое дело, поскольку за каждым из них стоят люди, их интересы, права, судьбы». «Нет уже ни „Мосгорштампа“, ни „басманного правосудия“», — утверждала уже в 2011 году Ольга Егорова.

В декабре 2009 года этот термин прокомментировал Президент Российской Федерации Дмитрий Медведев: 
«Да, я слышал этот термин. Я не уверен, что он является точным или корректным. Но если под «басманным правосудием» понимается принятие несправедливых решений любым судом в самых разных местах нашей страны, то есть так называемых неправосудных решений, как говорят юристы, то это зло, и с этим нужно бороться, бороться мерами юридического реагирования. Такие решения или приговоры должны отменяться, а если они приняты под воздействием тех или иных обстоятельств, будь то деньги, политическое давление, иные факторы, — лица, которые такие приговоры и решения принимают, должны подвергаться ответственности, нести ответственность перед законом, перед страной.»

## Примеры применения термина
- 2004 год — процессы над Платоном Лебедевым и Михаилом Ходорковским по делу ЮКОСа[5][1][17].
- Апрель 2006 года — отмена второго оправдательного приговора по делу Аракчеева и Худякова[18].
- Октябрь 2007 года — конфликт между Следственным комитетом при прокуратуре и Федеральной службой по контролю за оборотом наркотиков[19].
- Ноябрь 2007 года — арест начальника управления оперативного обеспечения федеральной службы по контролю за оборотом наркотиков, генерал-лейтенанта полиции Александра Бульбова[20][21].
- Ноябрь 2007 года — арест заместителя министра финансов Российской Федерации Сторчака[22][23][24][17].
- Январь 2009 года — санкционирование ареста основателя компании «Евросеть» Евгения Чичваркина[25].
- Весна — лето 2012 года — дело Pussy Riot[26], также употреблялось — «Хамовническое правосудие»[27][28].
- Октябрь 2012 года — арест российского оппозиционера Леонида Развозжаева и последующая дача им признательных показаний[29].
- 2019 год — уголовное дело о предполагаемых массовых беспорядках и случаях насилия в отношении полицейских во время акции протеста «За честные выборы» («Московское дело»)[источник не указан 1357 дней].
- 2020 год — отказ в возбуждении уголовного дела в связи с отравлением оппозиционера Алексея Навального, а также выводы, что заявление о покушении на убийство может рассматриваться 30 дней в порядке рассмотрения обращения граждан[30].

По аналогии с выражением «басманное правосудие» журналисты использовали похожие словосочетания, содержащие в себе наименование других судов для характеристики неправового характера их решений (например, «зюзинское правосудие» — во время конфликта в Южном Бутове в мае 2006 года).